# Чембержи, Михаил Иванович
Михаи́л Ива́нович Чембержи (15 июля 1944, Измаил — 5 марта 2018) — композитор, профессор (1997), педагог. Народный артист Украины (1997). Действительный член Национальной Академии искусств Украины (2001). Член-корреспондент Национальной Академии педагогических наук Украины (1997), профессор (1997).

## Биография
Михаил Иванович Чембержи родился 15 июля 1944 года в городе Измаил, Одесской области. В 1967 году окончил Одесское государственное музыкальное училище, начал педагогическую деятельность в городе Измаил (ДМШ, Измаильском государственном педагогическом институте).
С 1975 по 1982 год Михаил Иванович преподавал в Институте повышения квалификации работников культуры Министерства культуры УССР, а также был заместителем директора Киевской детской музыкальной школы (ДМШ) № 28, а затем директором ДМШ № 32 и № 5 имени Л. В. Ревуцкого.
В 1988 году окончил Донецкую государственную музыкальную академию.
С 1989 по 1994 год Михаил Иванович работает первым заместителем начальника Главного управления культуры Киева, председателем Комитета искусств города Киева. Был одним из инициаторов театральной премии Киевская пектораль.
С 1994 года — основатель и первый ректор Киевской детской академии искусств.
С 2012 года — академик-секретарь отделения музыкального искусства Национальной академии искусств Украины.
Гражданская панихида состоялась 7 марта в Киевской детской академии искусств. Похоронен на Байковом кладбище.

## Произведения
- Концерт для баяна и симфонического оркестра (1980);
- Опера «Синій птах» (1984);
- Балет «Принцеса на горошині» (1992);
- Балет «Пролісок» (1996);
- Сюита для камерного оркестра (1999);
- Canzona для камерного оркестра (2000);
- Bonus sermo для фортепиано и струнного оркестра (2000);
- Симфоническая сюита «Передчуття весни» (2001);
- Оркестровая миниатюра «Київ травневий» (2001);
- Опера «Різдвяна колискова» (2001);
- Балет «Даніела» (2006);
- Музыка для лирической драмы И. Франко «Зів’яле листя» (2006);
- Музыка к «Кобзарю» Т. Шевченко («Монолог самоти», 2008);
- Концерт для клавесина с оркестром (2009),
- Педагогический репертуар для детей музыкальных школ, высших учебных заведений;
- Песни
- Музыка к театральным постановкам («Мадам Бовари», «Маленькая принцеса», «Дама-призрак», «Новогодние приключения», «Рождественские узоры», «Уявно хворий», «Игра на клавесине» и др.)
- Музыка к кинофильмам («Богдан ХЪмельницкий», «Ностальгия» и др.)

## Награды
- Заслуженный деятель искусств Украины (1993)[8];
- Народный артист Украины (1997);
- Орден «За заслуги» ІІІ ступени (2004);
- Орден «Знак Почёта» (1982);
- Лауреат художественной премии «Киевская пектораль» (1995, 2000);
- Лауреат художественной премии «Киев» им. Артемия Веделя (2011);
- Лауреат Международной премии им. Лео Витошинского (2006);
- Золотая медаль НАМ України (2004);
- Медаль Академии педагогических наук Украины «Ушинський К. Д.» (2009);
- Медаль Академии педагогических наук Украины «Сковорода Г. С.» (2014);
- Почётный знак «Отличник образования Украины» (1999);
- Почётное звание всемирной федерации мира «Посол Мира» (2014).

## Почётные членства
- Действительный член (академик) Национальной Академии искусств Украины (2001);
- Член-корреспондент Национальной Академии педагогических наук Украины (1997);
- член Национальной комиссии по делам ЮНЕСКО (2009);
- Член Национального союза композиторов Украины;
- Член Национального союза театральных деятелей Украины.

## Публикации
- Монография «Наближення до високих істин»
- Монография «Ранкові роздуми про вічне»